# Lyssa agathyrsus
Lyssa agathyrsus är en fjärilsart som beskrevs av Kirsch 1877. Lyssa agathyrsus ingår i släktet Lyssa och familjen Uraniidae. Inga underarter finns listade i Catalogue of Life.